# اسحاق رابین
اسحاق رابین (در عبری: יצחק רבין) (۱ مارس ۱۹۲۲ – ۴ نوامبر ۱۹۹۵) سیاستمدار و ژنرال اسرائیلی بود. وی پنجمین نخست‌وزیر اسرائیل بود که دو بار به مقام نخست‌وزیری از ۱۹۷۴ تا ۱۹۷۷ و از ۱۹۹۲ تا زمان ترور شدنش در ۱۹۹۵ برگزیده شد. در سال ۱۹۹۴ و به خاطر تلاشش در دستیابی به صلحی جامع و به رسمیت شناختن تشکیلات خودگردان فلسطین و موفقیت در به ثمر رساندن پیمان اسلو به همراه یاسر عرفات و شیمون پرز موفق به دریافت جایزه صلح نوبل گردید. میانه‌روی‌های رابین و تلاشش برای صلحی جامع با فلسطینی‌ها در دور دوم نخست‌وزیری‌اش، با مخالف گسترده افراط‌گرایان اسرائیلی روبرو بود و سرانجام در تاریخ ۴ نوامبر ۱۹۹۵ به دست جوانی ۲۵ ساله به نام ایگال عمیر در شهر تل‌آویو ترور شد. وی تنها نخست‌وزیر اسرائیل است که به قتل رسیده است.

## اوایل زندگی

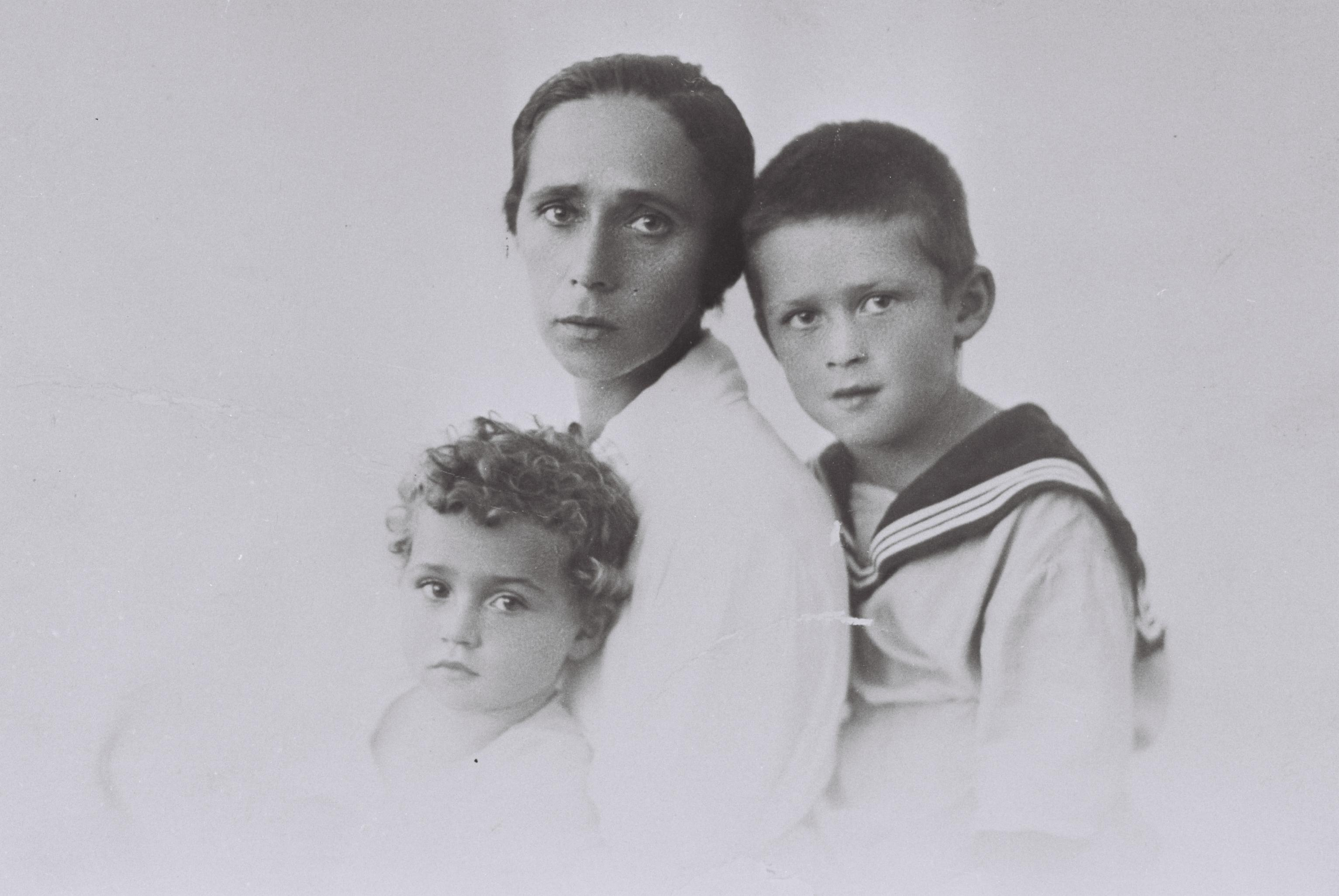
اسحاق رابین در کنار مادرش و خواهرش «راهل»

اسحاق رابین اولین نخست وزیر اسرائیل بود که محل تولدش فلسطین تحت قیومیت بریتانیا بود. او در خانواده‌ای صهیونیست که از یهودیان مهاجر اوکراینی بودند، در شهر اورشلیم به دنیا آمد. بسیار جوان بود که به سازمان نظامی هاگانا پیوست. هاگانا گروهی شبه نظامی و زیر زمینی بود که بعدها منشا تأسیس نیروهای دفاعی اسرائیل شد.

## زندگی خانوادگی

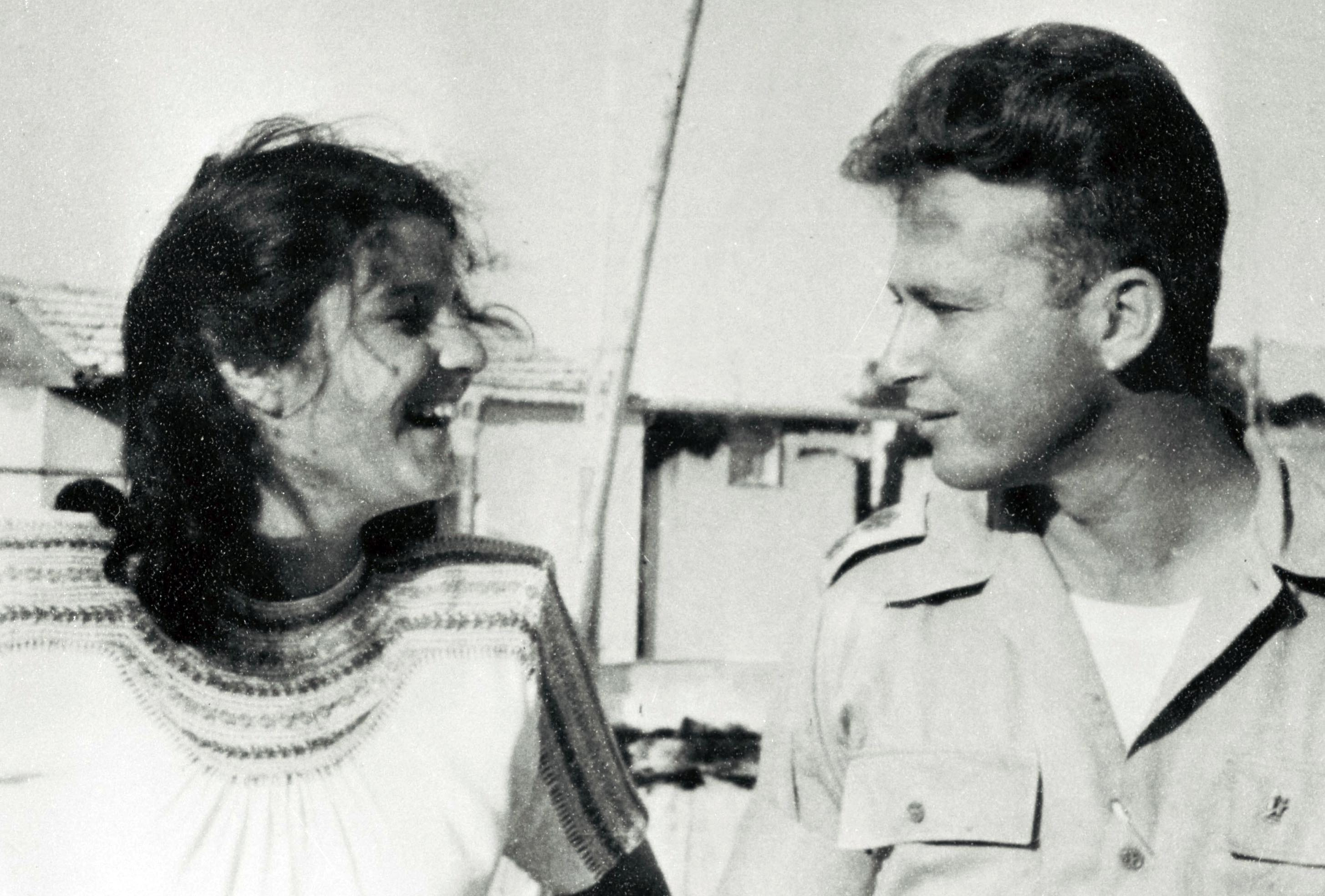
اسحاق رابین و همسرش لئا در ۱۹۴۸

رابین در سال ۱۹۴۸ میلادی و در گرماگرم جنگ استقلال اسرائیل با یک زن یهودی‌الاصل آلمانی که به تنهایی به اسرائیل مهاجرت کرده بود به نام لی رابین (نام پیش از ازدواج: Schlossberg) ازدواج کرد. در آنزمان لی خبرنگار یک روزنامه محلی اسرائیلی به نام پالماخ بود. آن‌ها در طول زندگی مشترک‌شان دارای دو فرزند به نام‌های دالیا و یووال شدند. پس از ترور اسحاق رابین، دخترش دالیا وارد زندگی سیاسی شد و در سال ۲۰۰۱ میلادی به مقام قائم مقامی وزارت دفاع اسرائیل منصوب شد.
لی رابین در سال ۲۰۰۰ میلادی و بر اثر ابتلا به سرطان ریه در شهر پتخ تیکوا در اسرائیل درگذشت.

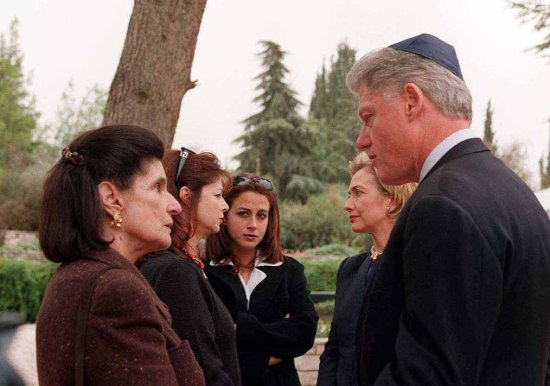
لئا رابین به همراه فرزندانش در کنار بیل و هیلاری کلینتون در کنار مزار اسحاق رابین.

## زندگی نظامی
در سال ۱۹۴۱ و در حالی که بسیار جوان بود، به شاخه نظامی هاگانا پیوست. وی با نشان دادن شجاعت و اجرای عملیات‌های موفق توانست تا در سال ۱۹۴۷ به مقام فرماندهی کل عملیات‌های هاگانا ارتقا درجه پیدا کند.

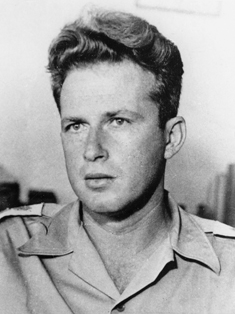
اسحاق رابین در سنین جوانی ۱۹۴۸

وی پس از تشکیل نیروهای دفاعی اسرائیل به ارتش اسرائیل پیوست و در مدت کوتاهی به مدارج عالی نظامی رسید. وی تنها ۳۲ سال داشت که به درجه سرلشگری (אלוף) نایل آمد. در سن ۴۰ سالگی با درجه سپهبدی به بالاترین درجه در ارتش اسرائیل دست یافت و به درجه راوآلوف (רב-אלוף) و فرماندهی ستاد کل ارتش اسرائیل نایل آمد. در این مقام بود که فرماندهی جنگ شش روزه اعراب و اسرائیل را در کنار ژنرال موشه دایان، وزیر دفاع وقت بر عهده داشت. رابین سرانجام پس از ۲۶ سال خدمت در نیروهای دفاعی اسرائیل و در سال ۱۹۶۸ لباس نظامیان را از تن بدر کرد و جامه سیاست‌مداران را پوشید.

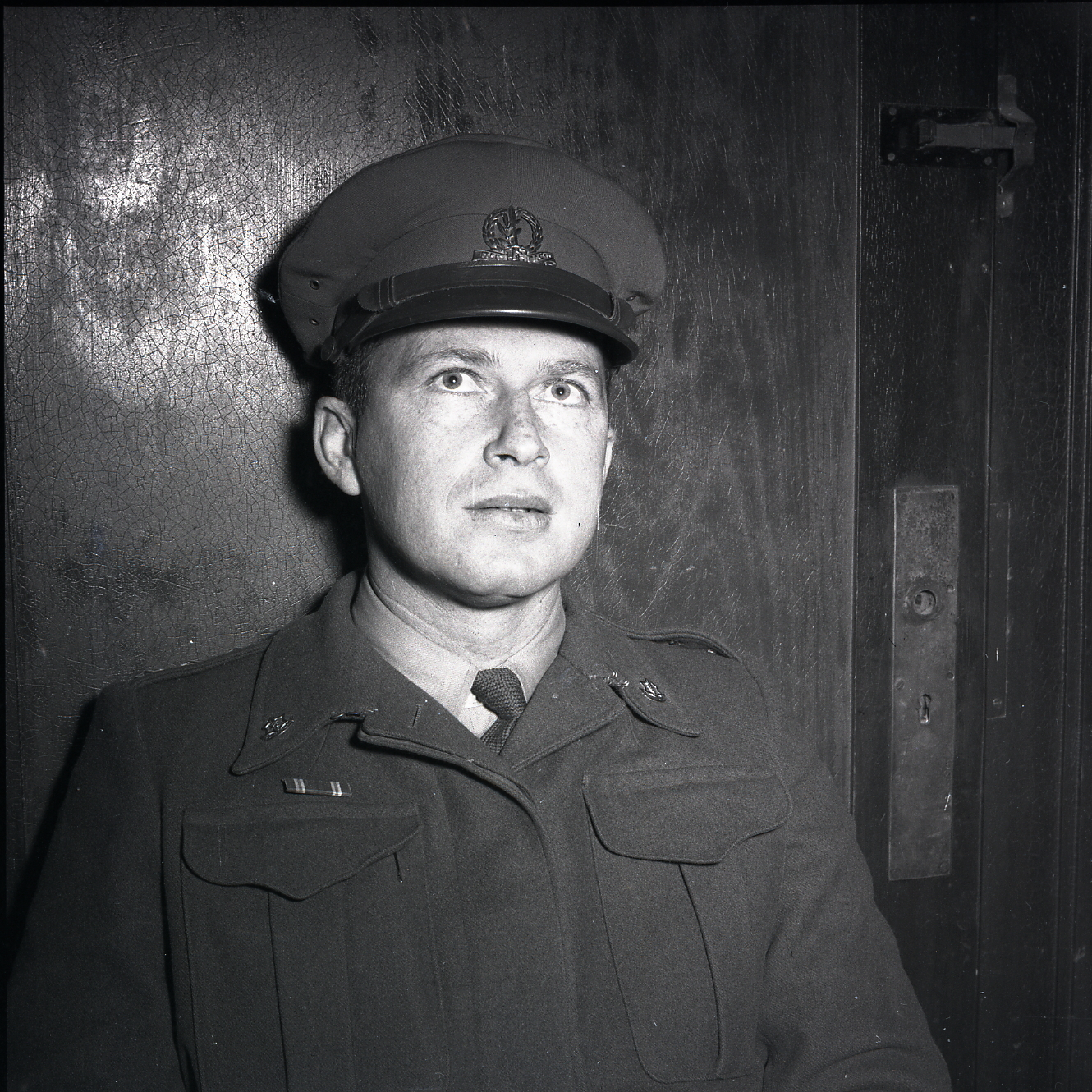
اسحاق رابین با یونیفورم نظامی در سال ۱۹۵۳

## مقامات کشوری
سفارت اسرائیل در واشینگتن نخستین شغل غیرنظامی او در عرصه سیاسی اسرائیل بود که تا سال ۱۹۷۳ میلادی ادامه داشت. او که از اعضای رده بالای حزب اتحاد بود، با بازگشت به اسرائیل به کنست (پارلمان اسرائیل) راه یافت و مقام وزارت کار دولت گُلدا مایر را در اختیار گرفت. یک سال بعد زمانی که مایر از نخست وزیری کناره گرفت، رابین به عنوان رهبر جدید حزب برگزیده شد و به عنوان پنجمین نخست وزیر اسرائیل قدرت را در دست گرفت.

## اولین دور نخست وزیری

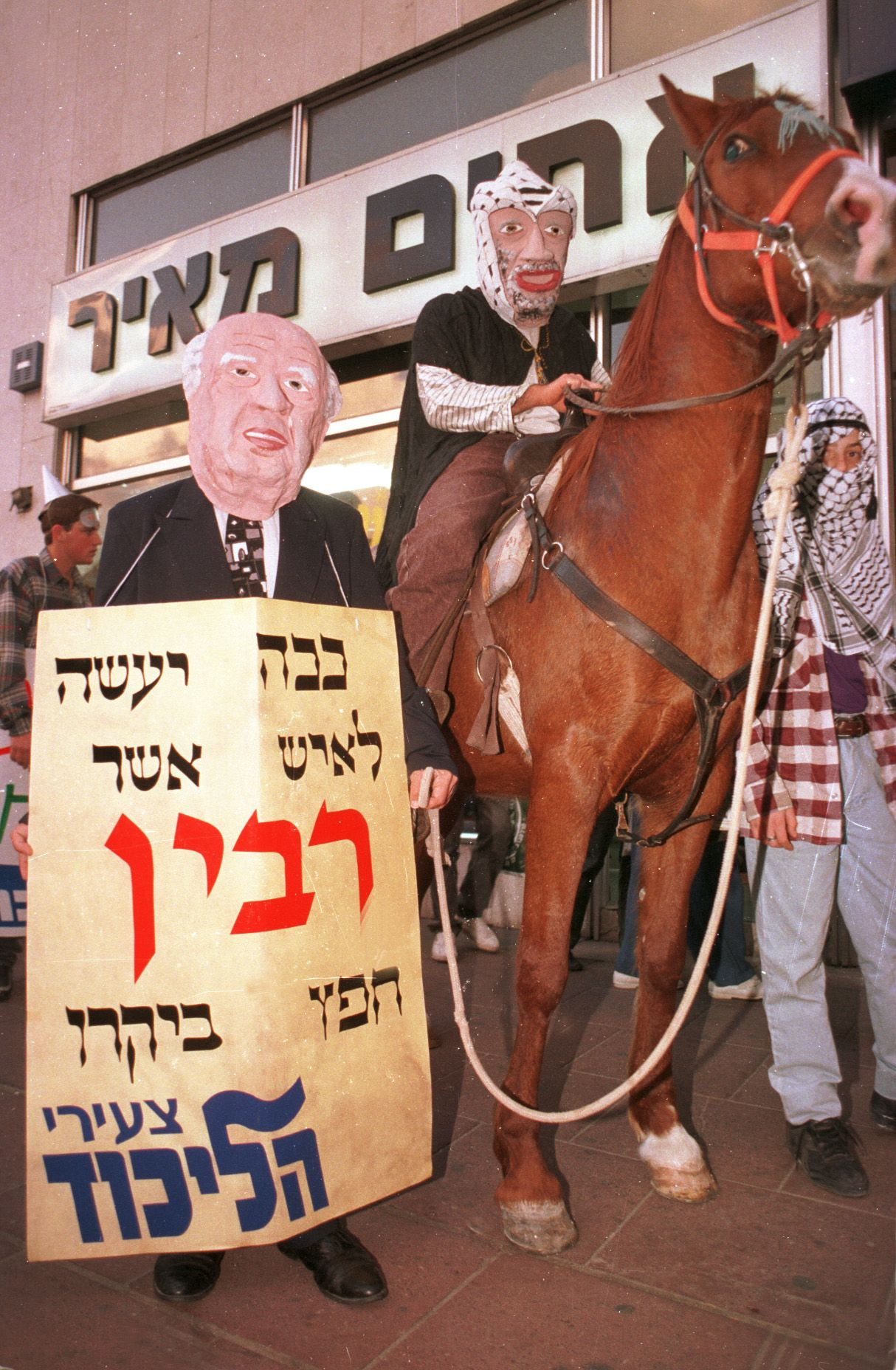
تظاهرات جناح راست علیه صلح رابین

رابین در میان اسرائیلیان یک شخصیت محبوب عامه بود. چرا که در مقام رئیس ستاد کل نیروهای دفاعی اسرائیل در جنگ شش روزه، باعث پیروزی اسرائیل بر اعراب شده بود.
گروگانگیری مسافران اسرائیلی هواپیمای ایرفرانس در فرودگاه بین‌المللی انتبه در اوگاندا در سال ۱۹۷۶ و عملیات نجات گروگانان، نخستین چالش جدی وی در مقام نخست وزیری کشور اسرائیل بود. به دستور او نیروهای تکاوری یگان ویژه سایرت متکل برای آزادسازی گروگان‌ها، با پوشش مخفیانه به داخل خاک اوگاندای تحت حکومت دیکتاتوری ایدی امین رفتند و در طی عملیاتی چریکی به نام «عملیات انتبه»، بیش از صد گروگان اسرائیلی هواپیمایی فرانسه را آزاد کرده و به خاک اسرائیل بازگرداندند. در این عملیات یوناتان نتانیاهو (به عبری: יונתן נתניהו) برادر نخست وزیر فعلی (بنیامین نتانیاهو) کشته شد.
با قدرت گرفتن گروه‌های راستگرای مخالف حزب کارگر در اوایل دهه ۱۹۷۰، قدرت سیاسی اسحاق رابین رو به افول گذاشت و نهایتاً اتهام فساد مالی و کشف مبلغ هنگفتی که در حساب خارجی همسرش که در بانکی در آمریکا قرار داشت، وی را مجبور به استعفا کرد.
مناخم بگین رهبر حزب مخالف و راستگرا از حزب لیکود (برای نخستین بار) دولت بعدی را تشکیل داد.

## وزارت دفاع
وی پس از استعفا از مقام نخست وزیری، همچنان به عنوان عضو کنست (پارلمان اسرائیل) در صحنه سیاسی حضور داشت و ریاست دو کمیته مهم سیاست خارجی و دفاع را در کنست اسرائیل بر عهده داشت. وی در فاصله سال‌های ۱۹۸۴ تا ۱۹۹۰ به عنوان وزیر دفاع اسرائیل در دولت‌های ائتلافی اسحاق شامیر و شیمون پرز برگزیده شد.
وقتی وی سکان هدایت وزارت دفاع اسرائیل را در دست گرفت، وقتی بود که نیروهای ارتش اسرائیل در عمق خاک لبنان مشغول جنگ با نیروهای لبنانی بودند. رابین دستور داد تا نیروها به مرز لبنان بازگردند و «منطقه امن امنیتی» را در طرف مرز لبنانی برقرار ساخت. وی دستور حمایت از «ارتش جنوب لبنان» (فالانژهای لبنان) را که متشکل از شبه‌نظامیان مسیحی لبنانی بود را صادر کرد. بدین ترتیب ارتش جنوب لبنان و تکاوران نیروهای دفاعی اسرائیل در خط مرزی جنوب لبنان با اسرائیل مستقر شدند و مسئولیت حفاظت از «منطقه امن امنیتی» را در دست گرفتند.

## دومین دور نخست وزیری

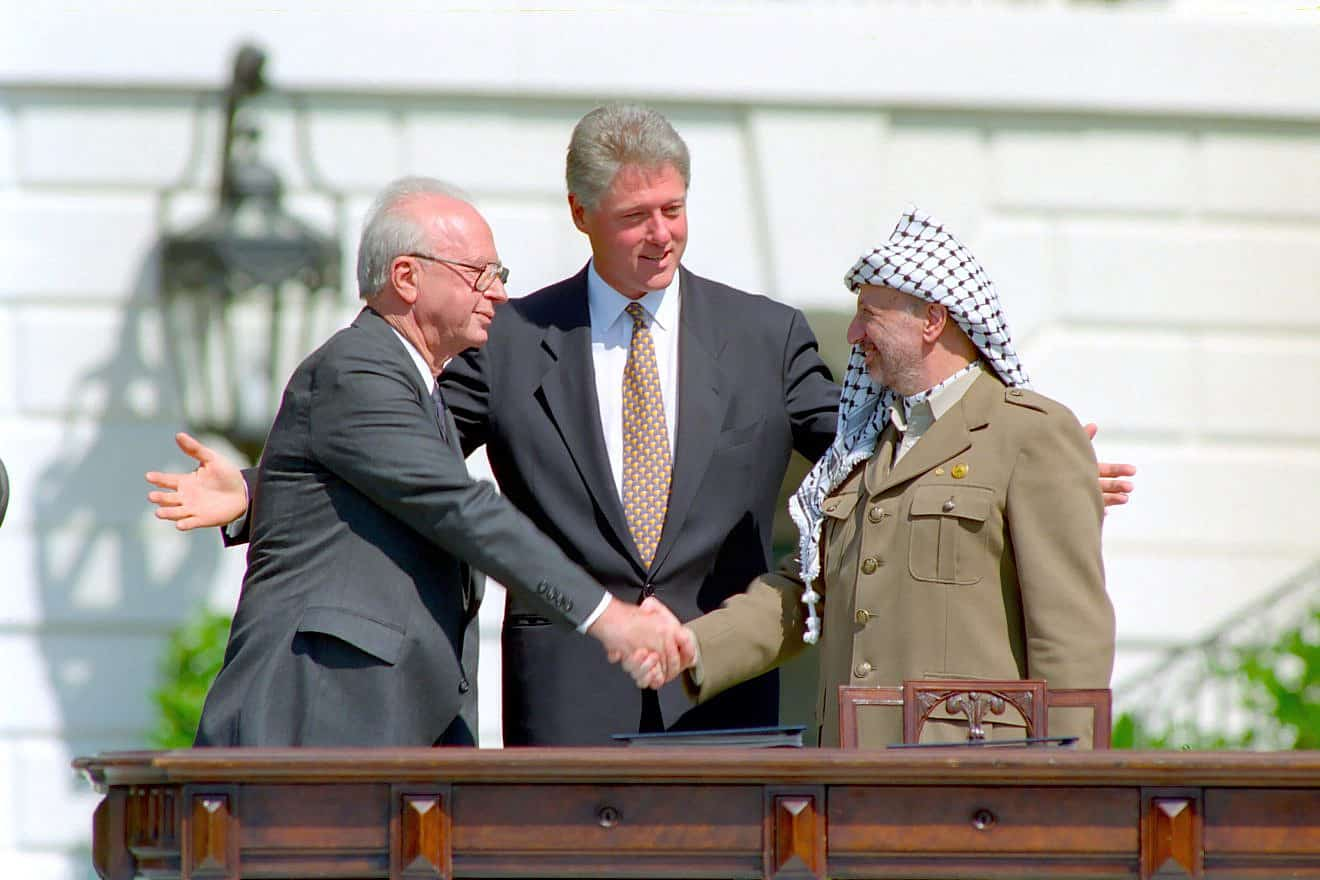
اسحاق رابین، بیل کلینتون و یاسر عرفات در مراسم امضای توافق اسلو در تاریخ ۱۳ سپتامبر ۱۹۹۳.

حزب میانه‌روی کارگر در سال ۱۹۹۲ دچار تحولات داخلی مثبتی شد و اسحاق رابین رهبری حزب کارگر را در دست گرفت. چند ماه بعد، پیروزی حزب کارگر در انتخابات عمومی اسرائیل بار دیگر او را به عنوان نخست وزیر مأمور به تشکیل کابینه کرد.
مهم‌ترین رویداد سیاسی اسرائیل در دور دوم نخست وزیری او عقد پیمان اسلو بود که به موجب آن حق ایجاد تشکیلات خودگردان فلسطینی در نوار غزه و کرانه باختری به فلسطینی‌ها داده شد.
اسحاق رابین در سال ۱۹۹۴ به همراه وزیر خارجه اسرائیل شیمون پرز و یاسر عرفات رهبر فلسطینیان که نقش‌های اصلی پیمان اسلو را بازی می‌کردند، به جایزه صلح نوبل دست یافتند.
در دوره دوم نخست وزیری وی بود که پیمان صلح با اردن به امضا رسید و اسرائیل روابطش را با کشورهای عربی دیگری بجز مصر عادی کرد.

## ترور و میراث رابین

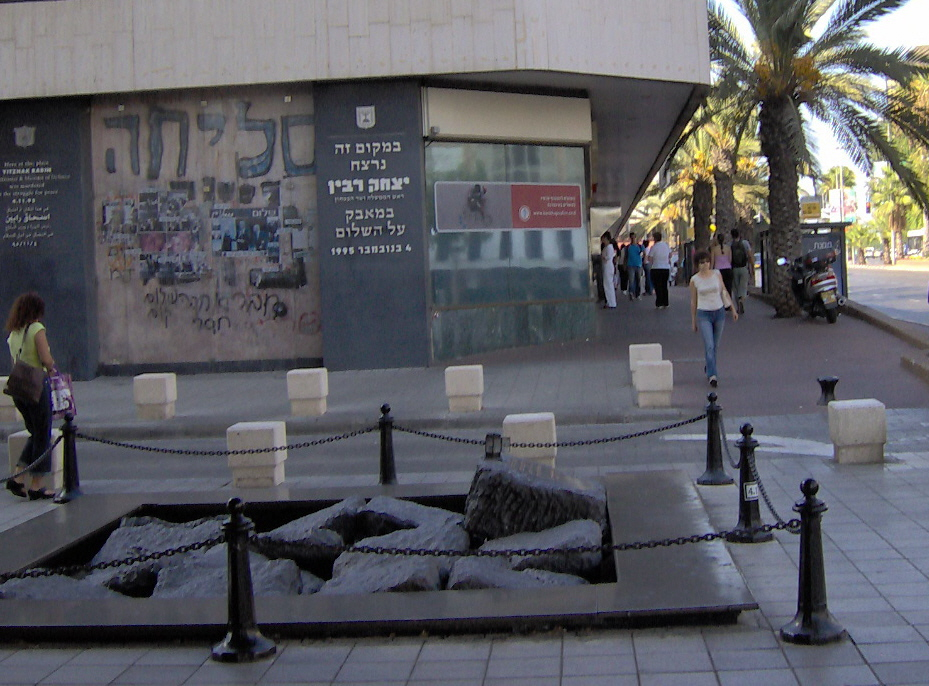
هم‌اکنون بنای یادبودی در خیابان ابن گبیرول و میدان رابین تل‌آویو که او درآنجا ترور گردید، ساخته شده‌است.

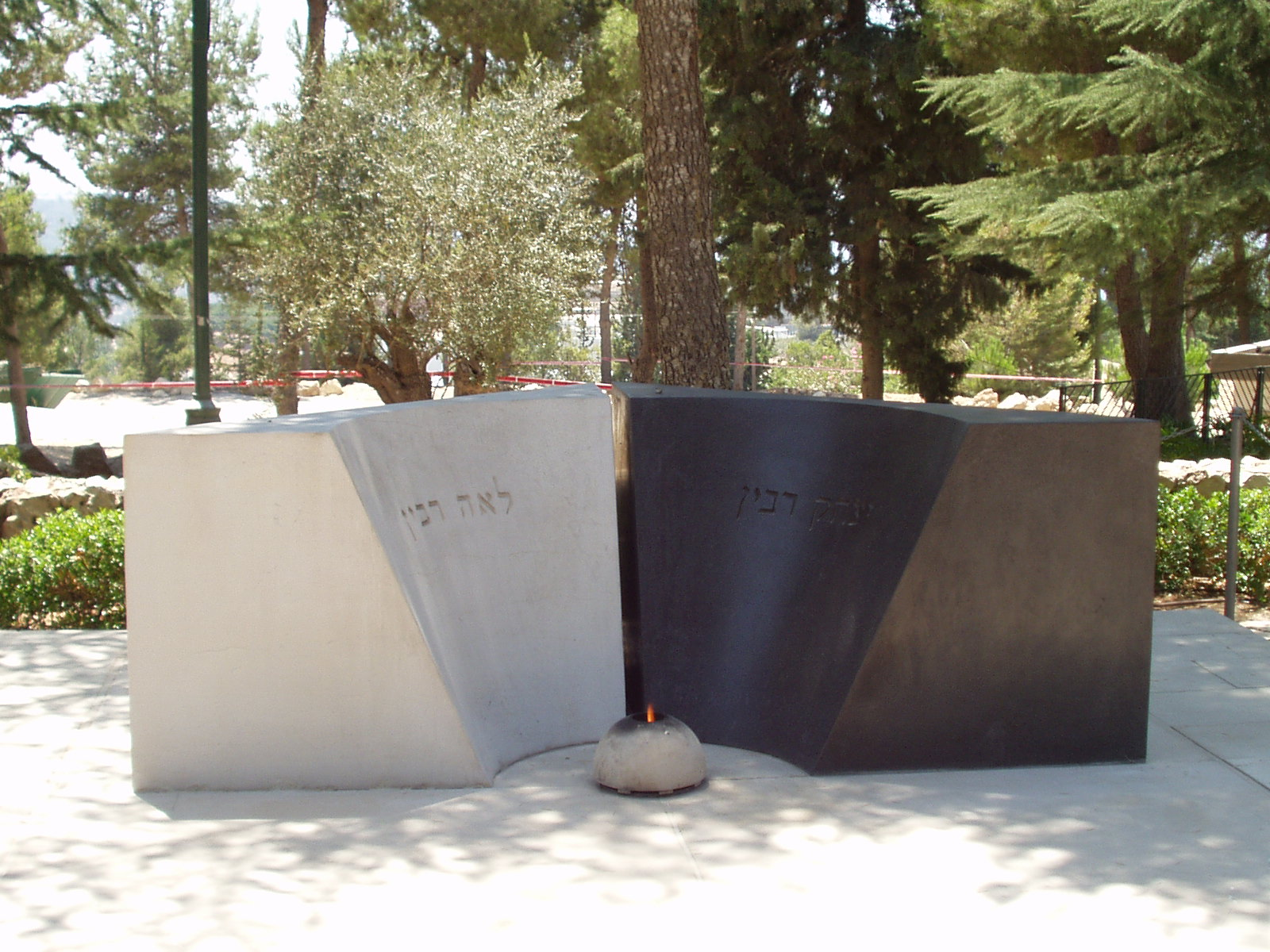
مزار اسحاق رابین و همسرش لی رابین در تپه هرتسل.

در داخل جامعه اسرائیل، بسیاری وی را به عنوان یک «قهرمان صلح» برای نقشش در انعقاد پیمان صلح با فلسطینیان و گروه‌های افراط‌گرای اسرائیلی وی را با عنوان «خائن» به آرمان «اسرائیل بزرگ» معرفی می‌کردند. اما در جامعه بین‌المللی از وی به عنوان فردی شجاع و طرفدار صلح جامع با فلسطینیان یاد می‌شد.

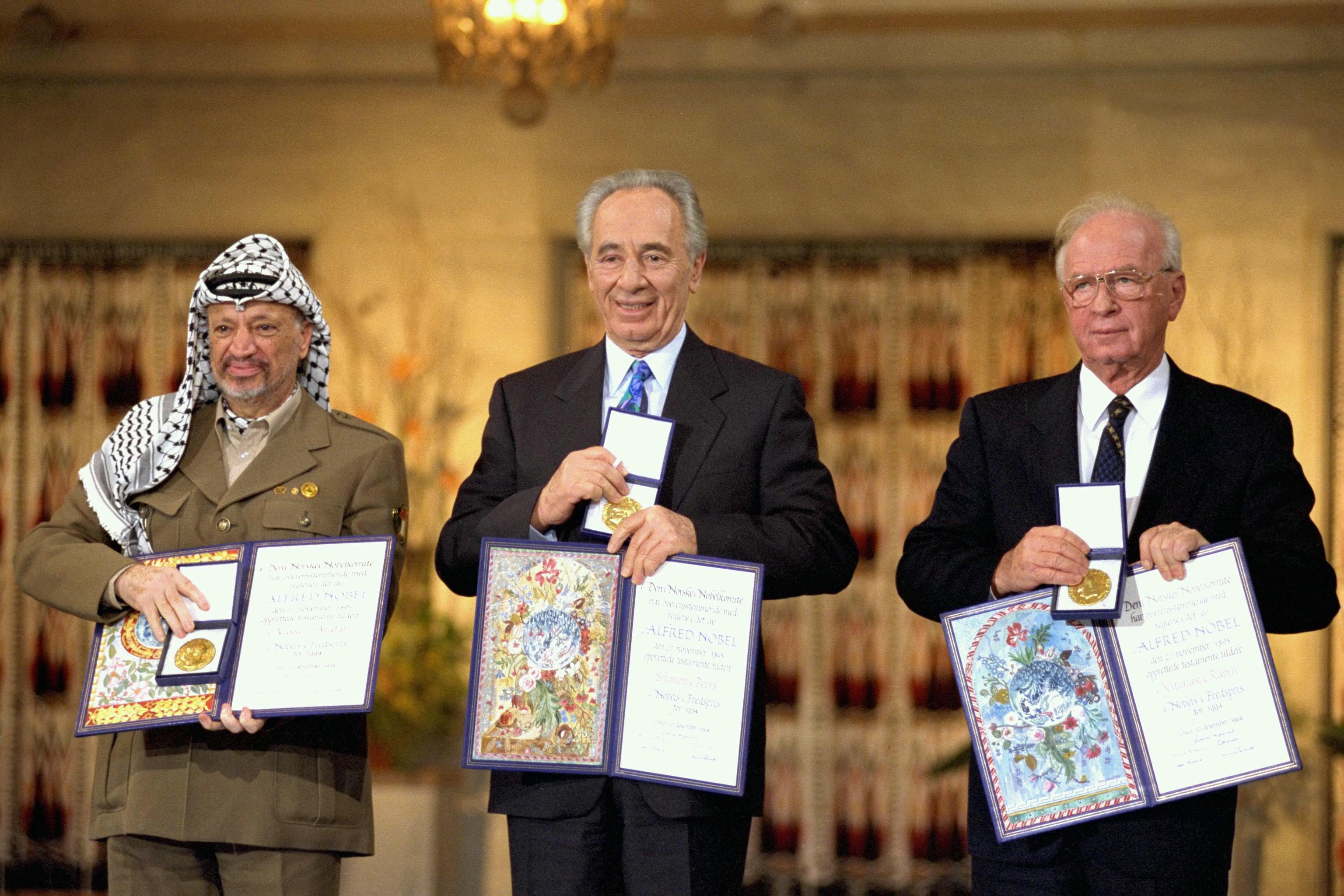
لحظه اهداء جایزه صلح نوبل به اسحاق رابین، شیمون پرز و یاسر عرفات در سال ۱۹۹۴ در اسلو، نروژ

میانه‌روی‌های رابین و تلاشش برای صلحی جامع با فلسطینی‌ها در دور دوم نخست وزیری‌اش، باعث شد تا نهایتاً در شام‌گاه ۴ نوامبر ۱۹۹۵ و در حالی که در تجمعی در میدان پادشاهان در تل‌آویو، برای حمایت از صلح میان اعراب و اسرائیل شرکت کرده بود به ضرب سه گلوله یک دانشجوی تندروی ۲۵ ساله به نام ایگال عمیر ترور شود.
ماجراهای فراوانی در حاشیه ترور اسحاق رابین به وجود آمد. شایعات در مورد نحوه رسیدگی و روند درمانی او پس از انتقال به بیمارستان منجر به درخواست انجام تحقیقات رسمی‌شد. برخی از هواداران و نزدیکان رابین بر این باور بودند که مسئولان بیمارستان ایچیلوف تل‌آویو، در انجام عملیات درمانی کوتاهی کرده و موجبات مرگ وی را از قصد فراهم کرده بودند.
جامعه اسرائیل با شنیدن خبر مرگ اسحاق رابین به شدت متأثر شد، به‌طوری‌که صدها هزار اسرائیلی با تجمع در مقابل مکانی که اسحاق رابین در آنجا به قتل رسید به‌طور خودجوش گرد آمدند و با روشن کردن شمع و خواندن اشعار صلح به سوگواری وی مشغول شدند. در پی اعلام خبر ترور وی در اسرائیل عزای عمومی اعلام شد. بسیاری از رهبران جهان در مراسم خاکسپاری اسحاق رابین شرکت کردند. از آنجمله می‌توان به بیل کلینتون رئیس‌جمهور وقت ایالات متحده آمریکا، حسنی مبارک رئیس‌جمهور مصر، ملک حسین پادشاه اردن و بسیاری دیگر از رؤسای جمهور و نخست وزیران کشورهای مختلف جهان اشاره کرد.
دولت اسرائیل میدانی را که اسحاق رابین درآنجا ترور شد، به میدان رابین تغییر نام داد و بنای یادبودی، در همان نقطه‌ای که اسحاق رابین درآنجا ترور گردید ساخته شد. پس از قتل وی، بسیاری از خیابان‌ها و مکان‌های عمومی به افتخار وی دوباره نام‌گذاری شدند. وی در تپه هرتسل به خاک سپرده شد. پس از درگذشت همسرش لی رابین در سال ۲۰۰۰ میلادی و بر اثر ابتلا به سرطان ریه، پیکر وی در کنار همسرش اسحاق رابین به خاک سپرده شد.

## کتابشناسی
فهرست کتاب‌های تحقیقی که توسط محققان و اعضای نزدیک خانواده رابین در مورد زندگی و اقدامات وی به زبان انگلیسی نوشته شده‌اند.
- Benedikt، Linda: Yitzhak Rabin: The Battle for Peace، ISBN 1-904950-06-X.
- Horovitz، David (editor): Yitzhak Rabin، Soldier of Peace، ISBN 1-55704-287-X
- Kurzman، Dan: Soldier of Peace: The Life of Yitzhak Rabin، ISBN 0-06-018684-4
- Rabin، Leah: Rabin: Our Life، His Legacy، ISBN 0-399-14217-7
- Rabin، Yitzhak: The Rabin Memoirs، ISBN 0-520-20766-1
- Dr. Uri Milstein، The Rabin File، ISBN 965-229-196-X